# Испания на «Евровидении-1961»
Испания дебютировала на Евровидении 1961, проходившем в Каннах, Франция. Её представила Кончита Баутиста с песней «Estando contigo», выступившая под номером 1, открывая конкурс. В этом году страна получила 8 очков, заняв 9 место. Комментатором конкурса от Испании в этом году стал Федерико Галло, а глашатаем — Диего Рамирес Пастор.

## Национальный отбор

### Полуфинал[4]
| Номер | Артист           | Песня             | Место |
| ----- | ---------------- | ----------------- | ----- |
| 1     | Coralito de Jaén | «Con los ojos no» | —     |
| 2     | José Cercós      | «Serenata»        | —     |
| 3     | Víctor Balaguer  | «Babebibubá»      | Финал |
| 4     | Santy            | «La tormenta»     | —     |
| 5     | Santy            | «Sigo caminando»  | —     |
| 6     | Jorge Miranda    | «Betsabé»         | Финал |
| 7     | Кончита Баутиста | «Estando contigo» | Финал |
| 8     | Angelita Báidez  | «Tempranito»      | Финал |
| 9     | Ramón Calduch    | «Eva María»       | Финал |
| 10    | Ramón Calduch    | «Carita morena»   | Финал |

Испанский полуфинал состоялся 14 февраля 1961 года в RNE Studios в Барселоне, организованный Federico Gallo, Jorge Arandes & María del Carmen García Lecha. По итогу полуфинала в финал вышло 6 лучших песен.

### Финал[5][6]
| Номер | Артист           | Песня             | Баллы | Место |
| ----- | ---------------- | ----------------- | ----- | ----- |
| 1     | Ramón Calduch    | «Eva María»       | 32    | 4-е   |
| 2     | Angelita Báidez  | «Tempranito»      | 13    | 6-е   |
| 3     | Кончита Баутиста | «Estando contigo» | 49    | 1-е   |
| 4     | Jorge Miranda    | «Betsabé»         | 25    | 5-е   |
| 5     | Víctor Balaguer  | «Babebibubá»      | 48    | 2-е   |
| 6     | Ramón Calduch    | «Carita morena»   | 43    | 3-е   |

Финал национального отбора состоялся 15 февраля 1961 года в RNE Studios в Барселоне. Участников оценивали 10 жюри, состоящие из 5 экспертов и 5 обычных людей. По результатам голосования победила Кончита Баутиста с песней «Estando contigo», опередив Víctor Balaguer всего на одно очко.

## Страны, отдавшие баллы Испании
Каждая страна имела жюри в количестве 10 человек, каждый человек мог отдать очко понравившейся песне.
| Отдали Испании…  | Отдали Испании…                         |
| 2 балла          | 1 балл                                  |
| ---------------- | --------------------------------------- |
| Франция Норвегия | Монако Нидерланды Швеция Великобритания |

## Страны, получившие баллы от Испании
| 3 балла | Великобритания              |
| 2 балла | Франция, Люксембург         |
| 1 балл  | Монако, Швейцария, Норвегия |